# 小行星2897
小行星2897（2897 Ole Romer）是一颗围绕太阳公转的小行星。1932年2月5日，卡爾·威廉·萊茵姆特在海德堡发现了此天体。
該小行星以丹麥天文學家奧勒·羅默命名。
这颗小行星的绝对星等为100.9641285112938等。